# SOCEMIE
SOCEMIE (Societé Opératrice de la Chaîne Européenne Multilingue d’Information Euronews) – firma, która produkuje kanał informacyjny Euronews. Jej właścicielem jest 19 nadawców publicznych z Europy i 4 z Afryki:
| 1. Algieria: ENTV, 2. Belgia: RTBF, 3. Bośnia i Hercegowina: BHRT, 4. Cypr: CyBC, 5. Czechy: ČT, 6. Finlandia: YLE, 7. Francja: France Télévisions i TF1, 8. Grecja: ERT, | 1. Hiszpania: RTVE, 2. Irlandia: RTÉ, 3. Malta: PBS, 4. Maroko: SNRT, 5. Monako: TMC, 6. Portugalia: RTP, 7. Rosja: RTR, 8. Rumunia: TVR, | 1. Słowenia: RTVSlo, 2. Szwajcaria: SRG-SSR, 3. Szwecja: TV4, 4. Ukraina: NTU, 5. Tunezja: ERTT, 6. Turcja: TRT, 7. Włochy: RAI. |

## Władze firmy
Od września 2004 r. dyrektorem generalnym jest Philippe Cayla, a 10 maja 2005 r. dołączył do niego Michael Peters, który został dyrektorem zarządzającym.